# جیمز تیمرتی
جیمز تیمرتی (انگلیسی: James C. Temerty؛ زادهٔ ۳ دسامبر ۱۹۴۱) کارآفرین اهل کانادا است، که در سال ۱۹۸۷ شرکت نورتلند پاور را تأسیس کرد.